# Вайнрайх, Каспар

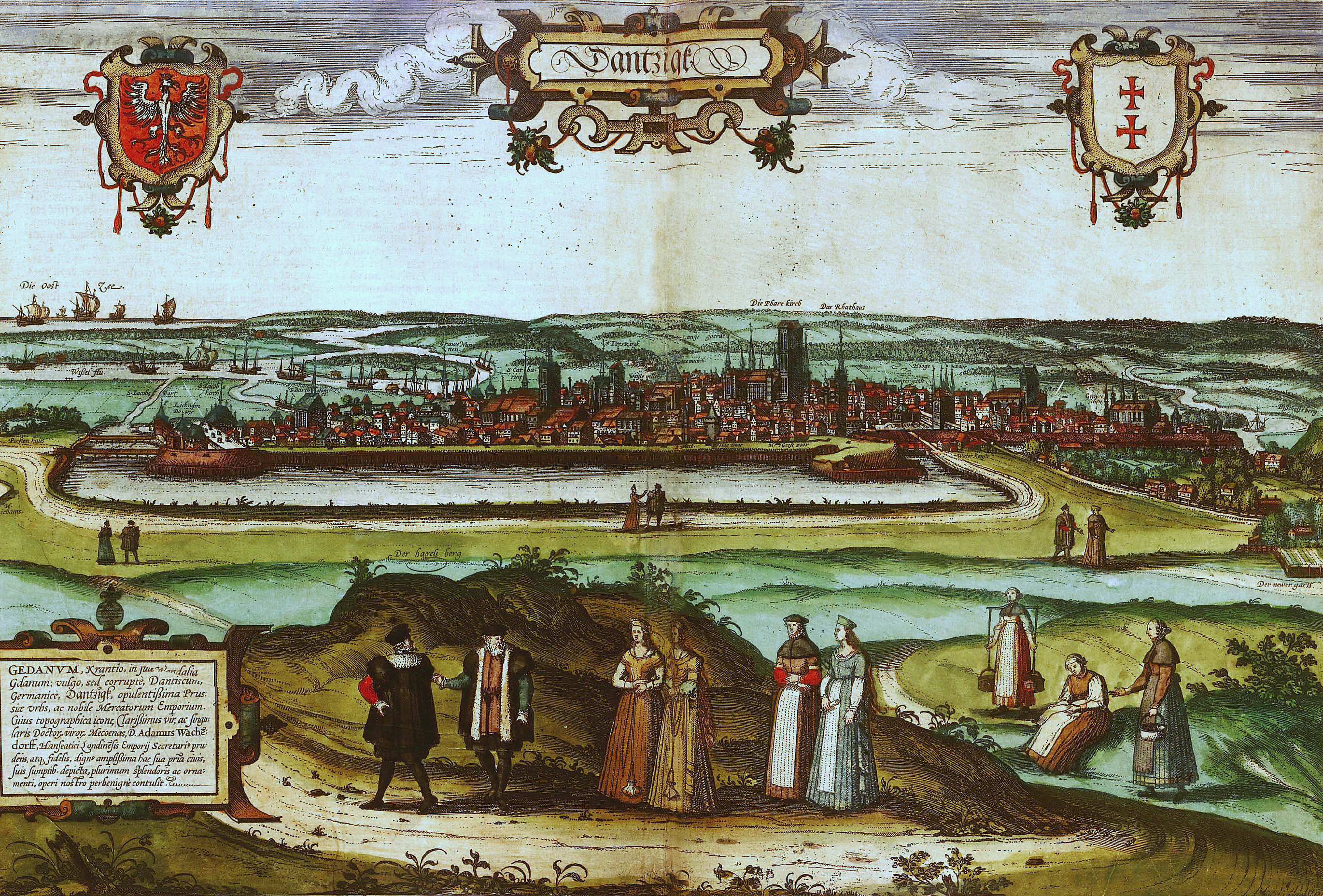
Данциг на гравюре Франца Хогенберга из «Атласа городов земного мира» Георга Брауна (1575)

Каспар Вайнрайх (нем. Caspar Weinreich; до 1461 — после 1496, Данциг) — немецкий хронист, торговец и судовладелец из Данцига, один из авторов «Данцигской хроники» (нем. Danziger Chronik).

## Биография

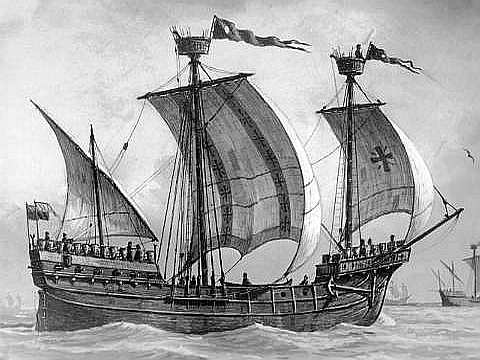
Ганзейская каракка «Пётр из Данцига» XV в. Иллюстрация из «Истории судостроения» Людера Аренхольда (1891)

Выходец из немецкой купеческой семьи Вайнрайх (нем. Weinreich), или Винрих (нем. Weinreich), известной в Рехтштадте, историческом центре Данцига, с 1390 года. Год рождения его не установлен, впервые он упоминается под 1461 годом в местной хронике, но в документах городского архива больше нигде не фигурирует, в отличие от нескольких своих родственников. Систематического образования, он, по-видимому, не получил и латынью свободно не владел.
Достоверных данных о том, что он принадлежал к городскому патрициату или когда-либо был членом местного совета, нет, однако, занимаясь с юных лет, подобно своему отцу, морской торговлей и заслужив в родном городе репутацию опытного шкипера, он, несомненно, приобрёл широкие связи, в том числе среди иностранных купцов и местных чиновников. Между 1460 и 1480 годами неоднократно посещал Англию, Нидерланды, подолгу задерживаясь там по торговым делам. Время и место смерти его точно не установлено, однако, скорее всего, он умер в преклонном возрасте в Данциге.

## Сочинения
Является одним из авторов «Данцигской хроники» (нем. Danziger Chronik, или Chronik der Stadt Danzig), составлявшейся на нижненемецком языке с 1468 года, и охватывающей события начиная с 1461-го, с коронации английского короля Эдуарда IV Йоркского, и кончая 1496 годом.
В качестве источника Вайнрайх пользовался несохранившимся в оригинале трудом другого данцигского хрониста Кристофа Бейера, а также доступными ему документами архива городской ратуши и купеческих объединений.
По своему жанру сочинение Вайнрайха является типичной городской хроникой, составлявшейся в переломный период в истории Данцига, когда этот принадлежавший до 1466 года Немецкому ордену важный балтийский торговый центр по итогам Тринадцатилетней войны подчинён был королевству Польскому, сохранив внутреннюю автономию, элементы самоуправления, некоторую самостоятельность во внешней политике и культурно-бытовое своеобразие.
Сообщается о важнейших событиях внутригородской жизни и деятельности купеческих гильдий, в частности, братства Св. Георгия, о правоприменении данцигских законов, частично подтверждённых польской короной в 1466 году, приводятся ценные подробности относительно объёма торгового оборота Данцига, характера ввозимых и вывозимых из него товаров и их стоимости в денежных единицах, влияния за североевропейскую логистику поставок прусской ржи, а также размеров и количества заходящих в местный порт кораблей и имён их владельцев.
Хроника содержит подробные сведения о внешнеполитических и торговых связях Данцига как важного центра Ганзейского союза, в том числе с Данией, Исландией, Шотландией, Голландией, Фландрией, Бургундией, Францией, Испанией, о коммерческих операциях местных купцов в заморских и сопредельных странах, морском пиратстве, в частности, деятельности известного данцигского капера Пауля Бенеке, об англо-ганзейской войне (1470—1474), «папской войне» (1467—1479), Бургундских войнах (1474—1477), войнах Венгрии с османами и др. конфликтах.
Наибольшее внимание уделяется Вайнрайхом Английскому королевству, где он неоднократно бывал лично, причём подробнее освещаются события первых двух десятилетий правления Йоркской династии (1461—1481) и Войны Роз. Многие сообщения находят себе подтверждения в других европейских источниках, но попадаются и подробности уникальные, например, о нападении в 1467 году пиратов из Бристоля на Исландию, убийстве ими там датского наместника и захвате всего рыбного улова, после чего король Дании Кристиан I направил Эдуарду письмо с материальными претензиями, которые вскоре были удовлетворены. После 1480 года записи о происходившем в Данциге становятся более частыми и детальными, в то время как события в Англии освещаются уже менее подробно и к концу 1490-х практически исчезают, после чего вплоть до 1496 года главное внимание уделяется происходившему в Пруссии, что вызвано, вероятно, переориентацией данцигских властей на союз с германским императором Максимилианом I, поддержавшим претендента на английский престол Перкина Уорбека, что вызвало вторжение Генриха VII осенью 1492 года во Францию.
Из сообщений Вайнрайха о событиях в скандинавских странах заслуживает внимание известие о гибели в 1495 году от взрыва флагманской боевой каракки датского короля Иоганна Ольденбургского «Грибшунден» близ Реннебю в Швеции.
Хроника имеет четыре приложения, в первом из которых подробно описывается знаменитая каракка «Пётр Данцигский», на которой плавал и сражался на море Пауль Бенеке. Второе приложение представляет собой сборник писем городского советника Берндта Пауэста за 1471—1474 годы, третье — разъяснение условий Утрехтского мира (1474) данцигским представителям на переговорах с Англией, в четвёртом описываются распространённые в городе и районе дельты Вислы торговые знаки, заменявшие в те времена печати и подписи.
Будучи немцем по происхождению, Вайнрайх называет родной город «данцке» (нем. dantske), что гораздо ближе к польскому названию «Гданьск», чем традиционному немецкому «Данциг».
Оригинальная рукопись хроники Каспара Вайнрайха до нас не дошла, она сохранилась лишь в списке XVI века, принадлежащем перу одного из его продолжателей данцигского летописца Штенцеля Борнбаха (нем. Stenzel Bornbach), который ныне хранится в Государственном архиве Гданьска (Gdańsk, Archiwum Państwowe, 300 R/L1, 32q).
Научное издание хроники Вайнраха было подготовлено в 1855 году в Берлине историком Теодором Хиршем и источниковедом-нумизматом Карлом-Августом Фосбергом. Репринт этой публикации был выпущен в 1973 году в Висбадене. В 1870 году хроника была заново отредактирована Теодором Хиршем, Максом Тёппеном и Эрнстом Штрелке и выпущена в Лейпциге в 4-м томе издания «Scriptores rerum Prussicarum».

## Публикации
- Caspar Weinreich’s Danziger Chronik: ein Beitrag zur Geschichte Danzigs, der Lande Preussen und Polen, des Hansabundes und der nordischen Reiche. Herausgegeben und erläutert von Theodor Hirsch und F.A. Vossberg. — Berlin: J. A. Stargardt, 1855. — xxviii, 132 s.
- Caspar Weinreichs Danziger Chronik // Scriptores rerum Prussicarum: Die Gesichtsquellen der preussischen vorzeit. Herausgegeben von Theodor Hirsch, Max Töppen und Ernst Strehlke. — Band 4. — Leipzig: S. Hirzel, 1870. — pp. 725–800.